# Ali Hatami
Ali Hatami   (Teheran, 19 d'agost de 1944 - Teheran, 7 de desembre de 1996) va ser un director, guionista i productor iranià.

## Biografia
Abbas Ali Hatami va néixer a Teheran el 19 d'agost de 1944. Va estudiar cinema al Col·legi d'Arts Dramàtiques. Va debutar com a guionista per curtmetratges. El 1970 comença realment la seva carrera amb Hassan Kachal, amb Parviz Sayyad en el paper principal. El seu estil s'hi barrejarà diàlegs melodiosos, i una tradició d'ambient iranià.
Hatami va realitzar tres sèries televisades històriques, totes considerades com a obres eternes de la història de la televisió iraniana. Mentrestant, va fer construir una Ciutat de cinema Ghazali als antics barris de Teheran de l'època Qadjar i els començaments de la dinastia Pahlavi on rodà la telesèrie d'Hezar Dastan. El lloc ha estat utilitzat pel rodatge de nombroses pel·lícules i sèries televisades com Agència (1997), La Cinta vermella (1998), L'ona morta  (2000), Altura baixa (2001) i d'altres.
Es casà amb l'actriu Zari Khoshkam. La seva filla, Leila Hatami és també actriu del cinema iranià.

## Filmografia

### Director
- 1970: Hassan Kachal
- 1971: Toughi
- 1971: Khastegar
- 1971: Baba Shemal
- 1972: Sattar Khan
- 1972: Ghalandar
- 1978: Sooteh-Delan
- 1978: Hezar Dastan
- 1982: Hajji Washington
- 1984: Kamalolmolk
- 1985: Jafar Khan az Farang Bargashte
- 1991: Madar
- 1992: Del Shodegan
- 1997: Komiteh mojazat

### Guionista
- 1970: Hassan Kachal
- 1971: Toughi
- 1971: Khastegar
- 1971: Baba Shemal
- 1972: Sattar Khan
- 1972: Ghalandar
- 1974: Soltan-e Sahebgharan
- 1978: Sooteh-Delan
- 1984: Kamalolmolk
- 1991: Madar
- 1997: Komiteh mojazat

### Productor
- 1971: Toughi
- 1972: Sattar Khan
- 1978: Sooteh-Delan
- 1991: Madar
- 1992: Del Shodegan